# Brachythecium ugandae
Brachythecium ugandae là một loài rêu trong họ Brachytheciaceae. Loài này được Dixon mô tả khoa học đầu tiên năm 1922.